# Aethriamanta
Aethriamanta là một chi chuồn chuồn ngô thuộc họ Libellulidae. Nó gồm các loài:
- Aethriamanta aethra Ris, 1912
- Aethriamanta brevipennis (Rambur, 1842) - Scarlet Marsh Hawk[2]
- Aethriamanta circumsignata Selys, 1897 - Square-spot Basker[3]
- Aethriamanta gracilis (Brauer, 1878)
- Aethriamanta nymphaeae Lieftinck, 1949 - L-spot Basker[3]
- Aethriamanta rezia Kirby, 1889 - Pygmy Basker[4]